# Nuoto ai campionati europei di nuoto 2022 - Staffetta 4x100 metri stile libero femminile
La staffetta 4x100 metri stile libero femminile dei campionati europei di nuoto 2022 si è svolta il 13 agosto 2022 presso il Foro Italico di Roma, in Italia. La finale si è disputata alle 19:50.

## Podio
| Pos.    | Atleta                                                       | Nazione       |
| ------- | ------------------------------------------------------------ | ------------- |
| Oro     | Lucy Hope, Anna Hopkin, Medi Harris, Freya Anderson          | Gran Bretagna |
| Argento | Sarah Sjöström, Louise Hansson, Sara Junevik, Sofia Åstedt   | Svezia        |
| Bronzo  | Kim Busch, Tessa Giele, Valerie van Roon, Marrit Steenbergen | Paesi Bassi   |

## Record
Prima della manifestazione il record del mondo (RM), il record europeo (EU) e il record dei campionati (RC) erano i seguenti.
|  | Nazione     | Tempo   | Luogo     | Data           |
|  | ----------- | ------- | --------- | -------------- |
|  | Australia   | 3'29"69 | Tokyo     | 25 luglio 2021 |
|  | Paesi Bassi | 3'31"72 | Roma      | 26 luglio 2009 |
|  | Paesi Bassi | 3'33"62 | Eindhoven | 18 marzo 2008  |

## Programma
Ora locale (UTC+1).
| Fase   | Data      | Ora   |
| ------ | --------- | ----- |
| Finale | 13 agosto | 19:50 |

## Risultati

### Finale
I risultati della gara sono stati i seguenti.
| Class   | Corsia | Nazione       | Nuotatrici                                                                                          | Tempo   | Note |
| ------- | ------ | ------------- | --------------------------------------------------------------------------------------------------- | ------- | ---- |
| Oro     | 8      | Gran Bretagna | Lucy Hope (54.88) Anna Hopkin (53.44) Medi Harris (54.61) Freya Anderson (53.54)                    | 3:36.47 |      |
| Argento | 3      | Svezia        | Sarah Sjöström (53.12) Louise Hansson (54.21) Sara Junevik (55.12) Sofia Åstedt (54.84)             | 3:37.29 |      |
| Bronzo  | 7      | Paesi Bassi   | Kim Busch (55.21) Tessa Giele (54.60) Valerie van Roon (54.76) Marrit Steenbergen (53.02)           | 3:37.59 |      |
| 4       | 6      | Italia        | Chiara Tarantino (54.81) Costanza Cocconcelli (54.65) Sofia Morini (54.99) Silvia Di Pietro (53.56) | 3:38.01 |      |
| 5       | 5      | Ungheria      | Nikolett Pádár (55.19) Fanni Gyurinovics (55.04) Petra Senánszky (54.81) Dóra Molnár (54.38)        | 3:39.42 |      |
| 6       | 2      | Francia       | Mary-Ambre Moluh (55.55) Marina Jehl (55.21) Lucile Tessariol (54.47) Béryl Gastaldello (54.38)     | 3:39.61 |      |
| 7       | 4      | Spagna        | Carmen Weiler (55.49) Lidón Muñoz (54.51) África Zamorano (55.44) Ainhoa Campabadal (55.57)         | 3:41.01 |      |
| 8       | 1      | Germania      | Nele Schulze (55.49) Angelina Köhler (55.07) Josephine Tesch (57.28) Chiara Klein (56.08)           | 3:43.92 |      |